# 安德斯军团

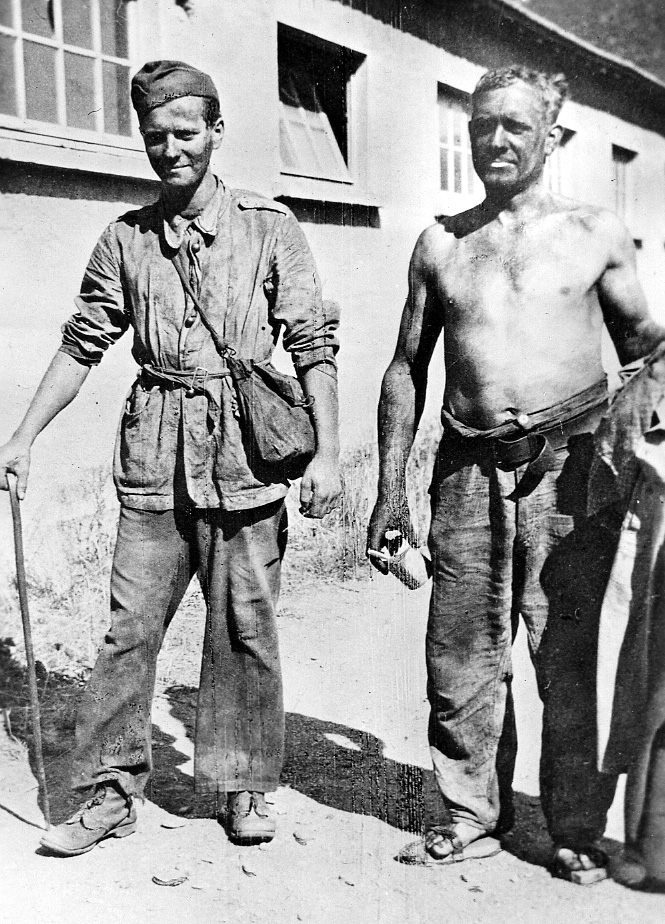
参加安德斯军团的波兰志愿者

安德斯军团，是1941年到1942年，东线波兰军队的非正式称呼，名称源自其指挥官瓦迪斯瓦夫·安德斯。苏军在苏德战争打响后组建了这支部队。不过，1942年3月，根据英国-苏联-波兰流亡政府达成的协议，波军经由伊朗前往巴勒斯坦。随后，在英国指挥下，这支部队的许多成员以波兰第2军的名义参加意大利战役。

## 组建
苏联在1939年9月入侵波兰伊始，就宣布波兰不复存在，两国关系彻底破裂。 在1940年到1941年，苏联将大约325,000名波兰公民从苏占波兰迁移至本土。 1941年6月22日，德國進攻蘇聯。在英国政府的调停和施压下，波兰流亡政府和苏联在7月重新建交。根据該年7月30日的西科尔斯基-梅斯基协定，苏联承认，它和纳粹德国签订的协议中，有关领土方面的内容全部无效，并且释放了数万名波兰战俘。根据和波兰流亡政府的协定，苏联给予许多波兰公民“大赦”，并且将这些人编为一支军队。同年8月14日的军事协定详细规定了苏联领土上的波兰军队在作战和政治上的待遇。斯大林同意波兰军队在参加东线战事的同时，下属于波兰流亡政府。
1941年8月4日，波兰首相瓦迪斯瓦夫·西科尔斯基任命刚刚离开卢比扬卡监狱的瓦迪斯瓦夫·安德斯将军为波军司令。8月17日，迈克尔·托卡热夫斯基将军开始着手建立部队。8月22日，安德斯正式接受任命并发布了第一条命令。
组建工作在布祖盧克周边进行，人员从内务人民委员部的战俘营中招募。1941年末，波兰军队的规模已经达到25,000人（其中1,000名军官），总共编成3个师（第5、6、7步兵师）。后来的伊尔贡领袖，以色列首相、诺贝尔和平奖获得者梅纳赫姆·贝京当时也参加了这支部队。1942年春天，组建工作移到乌兹别克斯坦塔什干进行，并组建了第8步兵师。
出于种种原因，征兵工作遇到了一些阻碍。卡廷大屠杀使得很多波兰军官丧命，而波兰人当时还不知道这件事。苏联人还不想让波兰第二共和国境内的少数民族（犹太人、白俄罗斯人、乌克兰人）参加波兰军队。新组建的单位没有得到足够的后勤补给，部分苏联战俘营的主管人员干预战俘的释放。

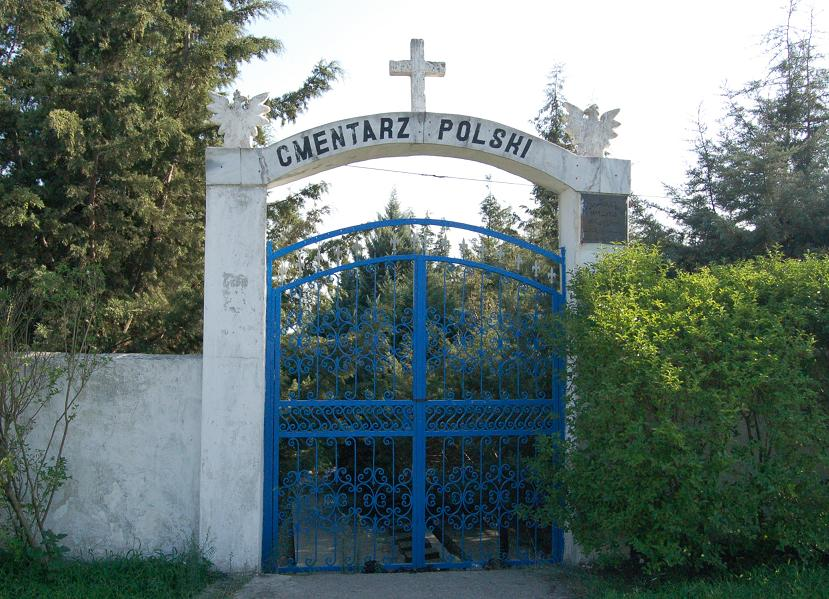
安扎利港的纪念碑

## 迁移
苏联人在苦战之余并不能给不断扩充的波兰军队足够的食物，而他们还要跟苏联境内的波兰平民分享。 在英苏入侵伊朗后，斯大林在1942年3月18日同意将部分波兰军队转移到伊朗。最终，苏联领土上所有的波兰士兵和平民都获准离开苏联，进入英国控制区。
波兰军人和平民，从阿什哈巴德出发，经由陆路和水路前往伊朗的马什阿德搭乘火车。许多人在这一路上因为寒冷、饥饿而丧命。大约有75,000名波兰士兵和37,000名波兰平民最后离开苏联。 安德斯军团的指挥权随后被转给英国政府，后者将这支部队置于中东指挥部之下。随后，安德斯军团穿过伊朗、伊拉克和巴勒斯坦。许多士兵加入了波兰第2军，并随之参加了意大利攻防战，包括著名的卡西诺战役。